# Judah ben Moses Romano
Judah ben Moses Romano (um 1293 – nach 1330) war ein jüdischer Philosoph und Übersetzer im Italien des 13. und 14. Jahrhunderts. Er war ein Cousin von Immanuel von Rom.
Judah war ein bedeutender früher Übersetzer von Werken der scholastischen Philosophie aus dem Lateinischen in das Hebräische. Er war der erste hebräische Übersetzer des Thomas von Aquin; er übersetzte auch Albertus Magnus, Aegidius Romanus, Alexander von Alexandria, Domenicus Gundissalinus und Angelo von Camerino.
Er übersetzte Teile aus Dantes Divina Comedia und veranstaltete öffentliche Lesungen daraus. Zusammen mit Immanuel und Kalonymus ben Kalonymus war er am Hof des Robert von Anjou beschäftigt.